# Mistrzostwa Polski w Łyżwiarstwie Figurowym 2011
Mistrzostwa Polski w łyżwiarstwie figurowym na sezon 2010/2011 rozegrano :
- dla kategorii Seniorów : w ramach międzynarodowych mistrzostw Polski, Czech i Słowacji w Žilinie, w dniach od 16–18 grudnia 2010,
- dla kategorii Juniorów : w dniach 20–23 stycznia 2011 w Oświęcimiu (wraz z Pucharem Polski Młodzików, który ma charakter mistrzostw Polski dla kategorii Klasa Złotej i Srebrnej),
- dla kategorii Novice : w Krakowie, w dniach 7–10 kwietnia 2011.

## Medaliści

### Soliści seniorzy
| Miejsce | Imię i nazwisko     | Punkty | SP | FS |
| ------- | ------------------- | ------ | -- | -- |
| 1       | Przemysław Domański | 172.41 | 3  | 1  |
| 2       | Maciej Cieplucha    | 162.77 | 1  | 2  |
| 3       | Patrick Myzyk       | 153.36 | 2  | 4  |

### Solistki seniorki
| Miejsce | Imię i nazwisko   | Punkty | SP | FS |
| ------- | ----------------- | ------ | -- | -- |
| 1       | Anna Jurkiewicz   | 118.83 | 1  | 1  |
| 2       | Aneta Michałek    | 94.06  | 2  | 3  |
| 3       | Krystyna Klimczak | 90.03  | 3  | 2  |

### Pary sportowe seniorów
| Miejsce | Imię i nazwisko                           | Punkty | SP | FS |
| ------- | ----------------------------------------- | ------ | -- | -- |
| 1       | Magdalena Klatka / Radosław Chruściński   | 118.68 | 1  | 1  |
| 2       | Aleksandra Malinkiewicz / Sebastian Lofek | 93.68  | 2  | 3  |
| 3       | Anna Siedlecka / Jakub Tyc                | 93.25  | 3  | 2  |

### Pary taneczne seniorów
| Miejsce | Imię i nazwisko                           | Punkty | SP | FS |
| ------- | ----------------------------------------- | ------ | -- | -- |
| 1       | Aleksandra Zworygina / Maciej Bernadowski | 114.66 | 1  | 1  |
| 2       | Justyna Plutowska / Dawid Pietrzyński     | 95.32  | 2  | 2  |

### Soliści juniorzy
| Miejsce | Imię i nazwisko | Punkty | SP | FS |
| ------- | --------------- | ------ | -- | -- |
| 1       | Kamil Białas    | 146.98 | 1  | 1  |
| 2       | Edwin Siwkowski | 117.75 | 3  | 2  |
| 3       | Kamil Dymowski  | 112.51 | 2  | 3  |

### Solistki juniorki
| Miejsce | Imię i nazwisko        | Punkty | SP | FS |
| ------- | ---------------------- | ------ | -- | -- |
| 1       | Aleksandra Kamieniecka | 116.55 | 1  | 2  |
| 2       | Agata Kryger           | 113.94 | 2  | 1  |
| 3       | Paulina Turkowska      | 97.30  | 3  | 3  |

### Pary sportowe juniorów
| Miejsce | Imię i nazwisko                           | Punkty | SP | FS |
| ------- | ----------------------------------------- | ------ | -- | -- |
| 1       | Anna Siedlecka / Jakub Tyc                | 94.63  | 2  | 1  |
| 2       | Aleksandra Malinkiewicz / Sebastian Lofek | 91.20  | 1  | 2  |
| 3       | Magdalena Jaskółka / Piotr Snopek         | 82.92  | 4  | 3  |

### Pary taneczne juniorów
| Miejsce | Imię i nazwisko                    | Punkty | SP | FS |
| ------- | ---------------------------------- | ------ | -- | -- |
| 1       | Baily Caroll / Peter Gerber        | 98.15  | 1  | 1  |
| 2       | Natalia Kaliszek / Michał Kaliszek | 81.61  | 3  | 2  |
| 3       | Joanna Zając / Damian Binkowski    | 80.94  | 2  | 3  |